# François Latour (1886-1963)
Pour les articles homonymes, voir François Latour et Latour.
François Latour, né le 15 novembre 1886 à Écommoy (Sarthe) et mort 6 juin 1963 à Paris (Seine), est un avocat, économiste et homme politique français.

## Biographie
François Adolphe Latour est le fils de Jean Simon Michel Athanase Latour et d'Adolphine Constance Joséphine Pottier. Il épouse Lucienne Marie Rosalie Russeil, fille de François Florentin Russeil,  bronzier, fondeur en cuivre et industriel, et de Thérèse Jaubert.
Docteur en droit en la faculté de Paris en 1912, il devient avocat à la cour d'appel de Paris.
Conseiller municipal de Paris (14e arrondissement de Paris) et conseiller général de la Seine de 1919 à 1941 puis de 1945 à 1947, il est rapporteur général du budget de 1923 à 1936 puis devient président du Conseil municipal de Paris en 1931.
Il est commissaire général de l'Exposition universelle de 1937 à Paris.

## Publications
- Le Grand argentier de Napoléon (1962)
- L'Urbanisme français, un mot ou une réalité ? (1944)
- Paris 1937 et le grand Paris (1936)
- L'Aménagement du "Grand Paris" (1931)
- Le "Plus grand Paris", problème d'autorité (1930)
- Le "plus grand Paris", problème national (1928)
- Les grèves et leur réglementation, enquête sociale (1912)

## Sources
- Philippe Nivet, Le Conseil municipal de Paris de 1944 à 1977, Éditions de la Sorbonne, 2016